# Deutsche Leichtathletik-Meisterschaften 2017/Resultate
Der Hauptteil der Wettbewerbe bei den 117. Deutschen Leichtathletik-Meisterschaften 2017 wurde am 8. und 9. Juli 2017 im neuen Erfurter Steigerwaldstadion ausgetragen.
In der hier vorliegenden Auflistung werden die in den verschiedenen Wettbewerben jeweils ersten acht platzierten Leichtathletinnen und Leichtathleten aufgeführt.
Eine Übersicht mit den Medaillengewinnerinnen und -gewinnern sowie einigen Anmerkungen zu den Meisterschaften findet sich unter dem Link Deutsche Leichtathletik-Meisterschaften 2017.
Wie immer gab es zahlreiche Disziplinen, die zu anderen Terminen an anderen Orten stattfanden – in den folgenden Übersichten jeweils konkret benannt.

## Meisterschaftsresultate Männer

### 100 m
| Platz | Athlet, Verein                       | Zeit (s) |
| ----- | ------------------------------------ | -------- |
| 1     | Julian Reus (TV Wattenscheid 01)     | 10,10    |
| 2     | Michael Pohl (Wiesbadener LV)        | 10,26    |
| 3     | Roy Schmidt (SC DHfK Leipzig)        | 10,28    |
| 4     | Michael Bryan (TSG 1862 Weinheim)    | 10,32    |
| 5     | Robert Hering (TV Wattenscheid 01)   | 10,38    |
| 6     | Lucas Jakubczyk (SCC Berlin)         | 10,39    |
| 7     | Maximilian Ruth (TV Wattenscheid 01) | 10,44    |
| 8     | Alex Schaf (VfB Stuttgart)           | 10,47    |

Datum: 8. Juli
Wind: +0,2 m/s
Julian Reus präsentierte sich gewohnt stark und ist weiterhin die klare Nummer 1 im deutschen Männersprint. Hier in Erfurt gelang Reus auch die Erfüllung der WM-Norm. Im Weltmaßstab relativiert sich das allerdings. Die Läufer aus den USA und v. a. Jamaika erzielen Zeiten von deutlich unter zehn Sekunden am laufenden Band.

### 200 m
| Platz | Athlet, Verein                                 | Zeit (s) |
| ----- | ---------------------------------------------- | -------- |
| 1     | Julian Reus (TV Wattenscheid 01)               | 20,29    |
| 2     | Robin Erewa (TV Wattenscheid 01)               | 20,50    |
| 3     | Aleixo Platini Menga (TSV Bayer 04 Leverkusen) | 20,55    |
| 4     | Raphael Müller (VfB Stuttgart)                 | 20,77    |
| 5     | Steven Müller (LG Ovag Friedberg-Fauerbach)    | 20,81    |
| 6     | Kai Köllmann (TSV Bayer 04 Leverkusen)         | 20,81    |
| 7     | Lucas Jakubczyk (SCC Berlin)                   | 20,95    |
| 8     | Jonas Breitkopf (SC Preußen Münster)           | 21,21    |

Datum: 9. Juli
Wind: +1,0 m/s
Julian Reus krönte sich hier zum Sprintkönig. Souverän gewann er nach dem Rennen über 100 Meter vom Vortag jetzt auch den 200-Meter-Lauf. Seine Zeit war für deutsche Verhältnisse ebenfalls ausgezeichnet – nur neun Hundertstelsekunden vom deutschen Rekord entfernt. International ist das allerdings so einzuordnen wie auch im Kurzsprint. Die Weltspitze weist Zeiten unter 20 Sekunden auf.

### 400 m
| Platz | Athlet, Verein                                     | Zeit (s) |
| ----- | -------------------------------------------------- | -------- |
| 1     | Johannes Trefz (LG Stadtwerke München)             | 45,81    |
| 2     | Patrick Schneider (LAC Quelle Fürth)               | 46,02    |
| 3     | Marc Koch (LG Nord Berlin)                         | 46,18    |
| 4     | Torben Junker (LG Olympia Dortmund)                | 46,25    |
| 5     | Benedikt Wiesend (LG Stadtwerke München)           | 46,78    |
| 6     | Robert Hind (LAZ Saar 05 Saarbrücken)              | 46,86    |
| 7     | Laurin Forstreuter (LG Unterlüß Faßberg Oldendorf) | 47,55    |
| 8     | Michael Kucher (LG Staufen)                        | 48,24    |

Datum: 9. Juli
Zum ersten Mal seit 2010 blieb ein deutscher 400-Meter-Meister bei den Deutschen Meisterschaften wieder unter 46 Sekunden – für Johannes Trefz persönlich eine gute Leistung. Carl Kaufmann lief vor 57 Jahren bei den Olympischen Spielen bereits 44,9 s. In der internationalen Spitze sind heute Zeiten deutlich unter 45 Sekunden die Regel.

### 800 m
| Platz | Athlet, Verein                                  | Zeit (min) |
| ----- | ----------------------------------------------- | ---------- |
| 1     | Benedikt Huber (LG Telis Finanz Regensburg)     | 1:48,21    |
| 2     | Jan Riedel (Dresdner SC)                        | 1:48,24    |
| 3     | Kevin Stadler (Erfurter LAC)                    | 1:49,01    |
| 4     | Denis Bäuerle (LG farbtex Nordschwarzwald)      | 1:49,02    |
| 5     | Pascal Kleyer (LG Region Karlsruhe)             | 1:49,42    |
| 6     | Holger Körner (LG Region Karlsruhe)             | 1:50,02    |
| 7     | Adrian König-Rannenberg (LG Stadtwerke München) | 1:50,31    |
| 8     | Marco Kürzdörfer (LSC Höchstadt/Aisch)          | 1:50,84    |

Datum: 9. Juli
Es war ein spannendes Rennen, in dem Benedikt Huber mit einem Spurt ganz zum Schluss doch noch seinen Titel verteidigen konnte.

### 1500 m
| Platz | Athlet, Verein                           | Zeit (min) |
| ----- | ---------------------------------------- | ---------- |
| 1     | Timo Benitz (LG farbtex Nordschwarzwald) | 3:38,77    |
| 2     | Homiyu Tesfaye (LG Eintracht Frankfurt)  | 3:40,09    |
| 3     | Marcel Fehr (SG Schorndorf)              | 3:40,49    |
| 4     | Stefan Hettich (TSV Gomaringen)          | 3:41,74    |
| 5     | Sebastian Keiner (Erfurter LAC)          | 3:42,29    |
| 6     | Viktor Kuk (LG Braunschweig)             | 3:44,36    |
| 7     | Andreas Lange (LG Braunschweig)          | 3:44,46    |
| 8     | Tim Hoenig (Hamburg Running)             | 3:45,78    |

Datum: 9. Juli
Timo Benitz mit seiner enormen Spurtstärke ließ seinem Gegner Homiyu Tesfaye, der zwischenzeitlich versucht hatte, mit einer Temposteigerung zum Erfolg zu kommen, keine Chance.

### 5000 m
| Platz | Athlet, Verein                                  | Zeit (min) |
| ----- | ----------------------------------------------- | ---------- |
| 1     | Richard Ringer (VfB LC Friedrichshafen)         | 14:15,90   |
| 2     | Simon Boch (LG Telis Finanz Regensburg)         | 14:21,41   |
| 3     | Philipp Baar (ART Düsseldorf)                   | 14:27,04   |
| 4     | Hendrik Pfeiffer (TV Wattenscheid 01)           | 14:29,90   |
| 5     | Sebastian Reinwand (ART Düsseldorf)             | 14:30,99   |
| 6     | Karsten Meier (LG Braunschweig)                 | 14:31,95   |
| 7     | Cherif Tim Ramdane (LG Telis Finanz Regensburg) | 14:32,15   |
| 8     | Lukas Eisele (LG Filder)                        | 14:33,27   |

Datum: 9. Juli
Richard Ringer lief hier zu seinem vierten DM-Titel in Folge. In Deutschland ist er eine Klasse für sich, nachdem sich Arne Gabius auf längere Strecken konzentriert hat.

### 10.000 m
| Platz | Athlet, Verein                            | Zeit (min) |
| ----- | ----------------------------------------- | ---------- |
| 1     | Simon Boch (LG Telis Finanz Regensburg)   | 29:13,60   |
| 2     | Amanal Petros (SV Brackwede)              | 29:15,62   |
| 3     | Sebastian Reinwand (ART Düsseldorf)       | 29:16,80   |
| 4     | Philipp Baar (ART Düsseldorf)             | 29:31,34   |
| 5     | Tobias Blum (LC Rehlingen)                | 29:32,52   |
| 6     | Karsten Meier (LG Braunschweig)           | 29:40,13   |
| 7     | Jonas Koller (LG Telis Finanz Regensburg) | 29:40,37   |
| 8     | Simon Stützel (ART Düsseldorf)            | 29:40,58   |

Datum: 13. Mai
fand in Bautzen statt

### 10-km-Straßenlauf
| Platz | Athlet, Verein                                  | Zeit (min) |
| ----- | ----------------------------------------------- | ---------- |
| 1     | Amanal Petros (SV Brackwede)                    | 29:02      |
| 2     | Simon Boch (LG Telis Finanz Regensburg)         | 29:03      |
| 3     | Philipp Pflieger (LG Telis Finanz Regensburg)   | 29:10      |
| 4     | Hendrik Pfeiffer (TV Wattenscheid 01)           | 29:12      |
| 5     | Florian Orth (LG Telis Finanz Regensburg)       | 29:19      |
| 6     | Sebastian Hendel (LG Vogtland)                  | 29:26      |
| 7     | Thorben Dietz (LG Vulkaneifel)                  | 29:35      |
| 8     | Tim Ramdane Cherif (LG Telis Finanz Regensburg) | 29:49      |

Datum: 3. September
fand in Bad Liebenzell statt
Bei herrlichem Wetter gab es ein spannendes Rennen. Auf dem letzten Kilometer hatte sich eine achtköpfige Spitzengruppe abgesetzt. 300 Meter vor dem Ziel verschärfte der 10.000-Meter-Meister Simon Boch das Tempo noch einmal. Alleine Amanal Petros konnte Anschluss halten und überspurtete Boch vor dem Ziel sogar. Fast hätte es dann ein Malheur gegeben und Petros wäre am Ziel vorbei gelaufen. Aber er bemerkte und korrigierte seinen Fehler mit einem Schlenker und drehte so das Ergebnis von der 10.000-Meter-DM in Bautzen um.

### 10-km-Straßenlauf, Mannschaftswertung
| Platz | Verein, Besetzung                                                              | Zeit (h) |
| ----- | ------------------------------------------------------------------------------ | -------- |
| 1     | LG Telis Finanz Regensburg I (Simon Boch, Philipp Pflieger, Florian Orth)      | 1:27:28  |
| 2     | LG Telis Finanz Regensburg II (Tim Ramdane Cherif, Jonas Koller, Felix Plinke) | 1:29:46  |
| 3     | TV Wattenscheid 01 (Hendrik Pfeiffer, Jan Hense, Christoph Uphues)             | 1:31:30  |
| 4     | LG farbtex Nordschwarzwald (Marcin Blazinski, Marco Kern, Dominic Müller)      | 1:31:37  |
| 5     | LG Olympia Dortmund (Leif Gunkel, Fabian Dillenhöfer, Patric Meinike)          | 1:32:03  |
| 6     | LAC Quelle Fürth (Konstantin Wedel, Joseph Katib, Heiko Middelhoff)            | 1:32:27  |
| 7     | LG Vulkaneifel (Thorben Dietz, Yannik Duppich, Andreas Keil-Forneck)           | 1:33:17  |
| 8     | LG Braunschweig (Karsten Meier, Florian Pehrs, Steffe David Brecht)            | 1:33:48  |

Datum: 3. September
fand in Bad Liebenzell statt

### Halbmarathon
| Platz | Athlet, Verein                          | Zeit (h) |
| ----- | --------------------------------------- | -------- |
| 1     | Philipp Baar (ART Düsseldorf)           | 1:04:57  |
| 2     | Hendrik Pfeiffer (TV Wattenscheid 01)   | 1:05:09  |
| 3     | Andreas Straßner (ART Düsseldorf)       | 1:06:00  |
| 4     | Simon Stützel (ART Düsseldorf)          | 1:06:02  |
| 5     | Simon Boch (LG Telis Finanz Regensburg) | 1:06:03  |
| 6     | Thorben Dietz (LG Vulkaneifel)          | 1:06:05  |
| 7     | Tobias Schreindl (LG Passau)            | 1:06:03  |
| 8     | Sebastian Reinwand (ART Düsseldorf)     | 1:06:25  |

Datum: 9. April
fand in Hannover statt

### Halbmarathon, Mannschaftswertung
| Platz | Verein, Besetzung                                                             | Zeit (h) |
| ----- | ----------------------------------------------------------------------------- | -------- |
| 1     | ART Düsseldorf I (Philipp Baar, Andreas Straßner, Simon Stützel)              | 3:16:59  |
| 2     | LG Telis Finanz Regensburg (Simon Boch, Tim Ramdane Cherif, Felix Plinke)     | 3:20:48  |
| 3     | ART Düsseldorf II (Sebastian Reinwand, Julian Flügel, Timo Göhler)            | 3:21:55  |
| 4     | LG Braunschweig (Karsten Meier, Andreas Kuhlen, Paul Lennart Kruse)           | 3:24:17  |
| 5     | TV Wattenscheid 01 (Hendrik Pfeiffer, Jan Hense, Jonas Beverungen)            | 3:24:29  |
| 6     | LG Vulkaneifel (Thorben Dietz, Daniel Schmidt, Yannik Duppich)                | 3:25:39  |
| 7     | TSG 1845 Heilbronn (Benedikt Hoffmann, Holger Freudenberger, Dominik Sowieja) | 3:29:26  |
| 8     | LG Stadtwerke München (Florian Pasztor, Simon Schwarz, Steffen Burkert)       | 3:29:34  |

Datum: 9. April
fand in Hannover statt

### Marathon
| Platz | Athlet, Verein                                 | Zeit (h) |
| ----- | ---------------------------------------------- | -------- |
| 1     | Arne Gabius (TherapieReha Bottwartal)          | 2:09:59  |
| 2     | Jonas Koller (LG Telis Finanz Regensburg)      | 2:16:03  |
| 3     | Frank Schauer (Tangermünder Elbdeich-Marathon) | 2:16:30  |
| 4     | Marcin Blazinski (LG farbtex Nordschwarzwald)  | 2:17:35  |
| 5     | Timo Göhler (ART Düsseldorf)                   | 2:19:18  |
| 6     | Andreas Strassner (ART Düsseldorf)             | 2:20:28  |
| 7     | Benedikt Hoffmann (TSG 1845 Heilbronn)         | 2:20:48  |
| 8     | Oliver Hoffmann (TSV Kirchhain)                | 2:23:12  |

Datum: 29. Oktober
fand im Rahmen des Frankfurt-Marathons statt

### Marathon, Mannschaftswertung
| Platz | Verein, Besetzung                                                   | Zeit (h) |
| ----- | ------------------------------------------------------------------- | -------- |
| 1     | ART Düsseldorf I (Timo Göhler, Andreas Strassner, Paul Schmidt)     | 7:07:09  |
| 2     | LAC Olympia 88 Berlin (Felix Ledwig, Tobias Singer, Carsten Krüger) | 7:32:20  |
| 3     | LSF Münster I (David Schönherr, Yannick Rinne, Sven Serke)          | 7:37:54  |
| 4     | SG Wenden (Jörg Heiner, Robert Wilms, Stefan Groß)                  | 7:46:44  |
| 5     | LG Passau (Tobias Schreindl, Alex Sellner, Mario Bernhardt)         | 7:57:36  |
| 6     | LSF Münster II (Manuel Glöckner, Marvin Röthemeyer, Mike Claaßen)   | 7:58:39  |
| 7     | LG Wettenberg (Stephan Holesch, David Schön, Silvio Welkner)        | 8:01:18  |
| 8     | Spiridon Frankfurt (Martin Haubold, Philipp Bartels, Markus Heidl)  | 8:06:37  |

Datum: 29. Oktober
fand im Rahmen des Frankfurt-Marathons statt

### 100-km-Straßenlauf
| Platz | Athlet, Verein                            | Zeit (h) |
| ----- | ----------------------------------------- | -------- |
| 1     | Benedikt Hoffmann (TSG 1845 Heilbronn)    | 6:48:15  |
| 2     | André Collet (Aachener TG)                | 7:02:59  |
| 3     | Benjamin Brade (LG Nord Berlin Ultrateam) | 7:31:20  |
| 4     | Christian Jakob (SV Schwindegg)           | 8:04:52  |
| 5     | Rafael Rodriguez Baena (TC Kray 1892)     | 8:06:06  |
| 6     | Michael Eitner (TV Burgholzhausen)        | 8:19:15  |
| 7     | Dietmar Göbel (LSG Schwarzwaldmarathon)   | 8:22:06  |
| 8     | Bernhard Epple (TV 1858 Kaufbeuren)       | 8:23:47  |

Datum: 24. Juni
fand in Berlin statt

### 100-km-Straßenlauf, Mannschaftswertung
| Platz | Verein, Besetzung                                                                   | Zeit (h) |
| ----- | ----------------------------------------------------------------------------------- | -------- |
| 1     | LG Mauerweg Berlin I (Sascha Dehling, Mathias De Prest, Andreas Urbaniak)           | 26:45:25 |
| 2     | LG Nord Berlin Ultrateam 1 (Benjamin Brade, Christian Karbe, Hans-Joachim Dierkopf) | 27:21:15 |
| 3     | LG Ultralauf I (Thomas Klingenberger, Konrad Vogl, Roland Krauß)                    | 27:48:30 |
| 4     | SV Schwindegg (Christian Jakob, Stephen Schöndorf, Günther Weitzer)                 | 30:14:00 |
| 5     | LG Ultralauf II (Dirk Minnebusch, Helmut Schöne, Jens Kruse)                        | 30:43:28 |
| 6     | LG Mauerweg Berlin II (Mike Hausdorf, Karsten Bülow, Steffen Sens)                  | 32:58:11 |

Datum: 24. Juni
fand in Berlin statt
nur sechs Mannschaften in der Wertung

### 110 m Hürden
| Platz | Athlet, Verein                                   | Zeit (s) |
| ----- | ------------------------------------------------ | -------- |
| 1     | Matthias Bühler (Eintracht Frankfurt)            | 13,50    |
| 2     | Gregor Traber (LAV Stadtwerke Tübingen)          | 13,55    |
| 3     | Erik Balnuweit (TV Wattenscheid 01)              | 13,68    |
| 4     | Maximilian Bayer (MTV Ingolstadt)                | 13,70    |
| 5     | Julian Marquardt (SV Halle)                      | 14,06    |
| 6     | Sebastian Barth (LG Stadtwerke München)          | 14,25    |
| 7     | René Jonathan Mählmann (LAZ Saar 05 Saarbrücken) | 14,33    |
| DSQ   | Alexander John (SC DHfK Leipzig)                 |          |

Datum: 8. Juli
Wind: -1,2 m/s
Matthias Bühler gewann bereits seinen siebten DM-Titel. Er kann sich gegen seine deutsche Konkurrenz bei den Meisterschaften immer wieder durchsetzen, obwohl es eng zugeht unter den besten deutschen Hürdensprintern. Von der internationalen Spitze sind sie allerdings seit Jahren sehr deutlich entfernt. Da werden Zeiten um die 13-Sekunden-Marke herum angeboten.

### 400 m Hürden
| Platz | Athlet, Verein                              | Zeit (s) |
| ----- | ------------------------------------------- | -------- |
| 1     | Luke Campbell (LG Eintracht Frankfurt)      | 49,40    |
| 2     | Georg Fleischhauer (LG Eintracht Frankfurt) | 50,30    |
| 3     | Max Scheible (TuS Lörrach-Stetten)          | 50,57    |
| 4     | Michael Adolf (DJK Ingolstadt)              | 50,69    |
| 5     | Christian Heimann (TSV Bayer 04 Leverkusen) | 50,88    |
| 6     | Nils Weispfennig (TSV Bayer 04 Leverkusen)  | 51,44    |
| 7     | Felix Franz (LG Neckar-Enz)                 | 51,58    |
| 8     | Quentin Seigel (LG Offenburg)               | 52,60    |

Datum: 9. Juli
Luke Campbell hat das Niveau im deutschen Langhürdenbereich wieder in etwas bessere Bereiche gebracht. Allerdings reichte es nicht zur Erfüllung der WM-Norm.

### 3000 m Hindernis
| Platz | Athlet, Verein                             | Zeit (min) |
| ----- | ------------------------------------------ | ---------- |
| 1     | Tim Stegemann (Erfurter LAC)               | 8:43,40    |
| 2     | Martin Grau (LSC Höchstadt/Aisch)          | 8:43,42    |
| 3     | Fabian Clarkson (SCC Berlin)               | 8:46,34    |
| 4     | Konstantin Wedel (LAC Quelle Fürth)        | 8:46,49    |
| 5     | Patrick Karl (TV Ochsenfurt)               | 8:51,47    |
| 6     | Philipp Reinhardt (LC Jena)                | 8:52,78    |
| 7     | Nico Sonnenberg (LG Eintracht Frankfurt)   | 8:58,63    |
| 8     | Valentin Unterholzner (LG Region Landshut) | 9:01,58    |

Datum: 9. Juli
In einem hochspannenden Rennen gab es einen hauchdünnen Sieg für Tim Stegemann über Martin Grau, der erst auf der Ziellinie entschieden wurde. Für eine WM-Teilnahme reichten und reichen die Zeiten der Hindernisläufer nicht.

### 4 × 100 m Staffel
| Platz | Verein, Besetzung                                                                                           | Zeit (s) |
| ----- | --- | -------- |
| 1     | TV Wattenscheid 01 I (Maximilian Ruth, Robin Erewa, Alexander Kosenkow, Maurice Huke)                       | 39,01    |
| 2     | TSV Bayer 04 Leverkusen (Robert Polkowski, Daniel Hoffmann, Kai Köllmann, Aleixo Platini Menga)             | 39,24    |
| 3     | TV Wattenscheid 01 II (Kevin Ugo, Philipp Trutenat, Carlo Weckelmann, Erik Balnuweit)                       | 39,99    |
| 4     | LG Region Karlsruhe (Wendelin Wäcker, Marvin Hock, Manuel Retzbach, Florian Gedemer)                        | 40,26    |
| 4     | LG Rhein-Wied (Roger Gurski, Chris Leffler, Pascal Kirstges, Daniel Roos)                                   | 40,26    |
| 6     | VfL Sindelfingen (Carsten Theurer, Johannes Wiesner, Deniz Almas, Marvin Tischler)                          | 40,33    |
| 7     | LAZ Saar 05 Saarbrücken (René Jonathan Mählmann, Marcel Kirstges, Robby Welsch, Thanusanth Balasubramaniam) | 40,40    |
| 8     | LT DSHS Köln (Marc van Rechtern, Daniel Kölsch, Florian Weeke, Rico Peth)                                   | 40,59    |

Datum: 9. Juli
Die Reihenfolge dieser Staffel wurde mittels dreier Zeitendläufe ermittelt.
Die Sprinter aus Wattenscheid wurden wieder Staffelmeister.

### 4 × 400 m Staffel
| Platz | Verein, Besetzung                                                                                 | Zeit (min) |
| ----- | ------------------------------------------------------------------------------------------------- | ---------- |
| 1     | StG Schlüchtern-Flieden-Oberts (Eric Herbert, Aleksi Rösler, Jaakkima Rösler, Constantin Schmidt) | 3:09,08    |
| 2     | StG Chemnitz Erzgebirge (Maximilian Grupen, Florian Handt, Johann Rosin, Marvin Schlegel)         | 3:09,60    |
| 3     | LG Nord Berlin (Philipp Kleemann, Marc Koch, Marcel Matthäs, Johannes Wuthe)                      | 3:11,59    |
| 4     | TSG Bergedorf (Sören Gnoss, Maximilian Eichholz, Markus Neblung, Jakob Krempin)                   | 3:12,07    |
| 5     | TSV Bayer 04 Leverkusen (Nils Weispfennig, Luca Wolf, Christian Heimann, Thomas Schneider)        | 3:12,80    |
| 6     | LG Neckar-Enz (Florian Fröhlich, Felix Hepperle, Julian Lamatsch, Felix Franz)                    | 3:13,21    |
| 7     | LG Unterlüß Faßberg Oldendorf (Martin Schmalz, Nils-Henrik Meyer, Ole Böhl, Laurin Forstreuter)   | 3:13,94    |
| 8     | VfL Sindelfingen (Yannik Frers, Michael Neitzel, Alexander Schif, Yannic Krings)                  | 3:15,33    |

Datum: 9. Juli
Die Reihenfolge dieser Staffel wurde mittels zweier Zeitendläufe ermittelt.
Der Sieg ging an die Startgemeinschaft Schlüchtern-Flieden-Oberts. Eine weitere Startgemeinschaft – Chemnitz Erzgebirge – kam auf den zweiten Platz.

### 3 × 1000 m Staffel
| Platz | Verein, Besetzung                                                            | Zeit (min) |
| ----- | ---------------------------------------------------------------------------- | ---------- |
| 1     | LG Braunschweig (Julius Lawnik, Andreas Lange, Viktor Kuk)                   | 7:12,47    |
| 2     | StG Erfurt-Jena (Kevin Stadler, Tim Stegemann, Philipp Reinhardt)            | 7:12,62    |
| 3     | LSC Höchstadt/Aisch (Tobias Budde, Martin Grau, Marco Kürzdörfer)            | 7:13,70    |
| 4     | LG Telis Finanz Regensburg (Moritz Beinlich, Cherif Tim Ramdane, Simon Boch) | 7:17,97    |
| 5     | LG farbtex Nordschwarzwald (Manuel Müller, Sebastian Karl, Denis Bäuerle)    | 7:18,58    |
| 6     | LG Region Karlsruhe (Holger Körner, Felix Wammetsberger, Christoph Kessler)  | 7:19,20    |
| 7     | StG Alb-Schorndorf-Zell (Ludwig Sämann, Alexander Köber, Marcel Fehr)        | 7:26,45    |
| 8     | SSC Hanau-Rodenbach (Philip Ahne, Lukas Abele, Aaron Bienenfeld)             | 7:26,75    |

Datum: 6. August
fand in Ulm im Rahmen der Deutschen Jugendmeisterschaften statt
Die Reihenfolge dieser Staffel wurde mittels zweier Zeitendläufe ermittelt.

### 10.000-m-Bahngehen
| Platz | Athlet, Verein                         | Zeit (min) |
| ----- | -------------------------------------- | ---------- |
| 1     | Hagen Pohle (SC Potsdam)               | 39:39,45   |
| 2     | Christopher Linke (SC Potsdam)         | 40:10,08   |
| 3     | Nils Brembach (SC Potsdam)             | 40:29,91   |
| 4     | Karl Junghannß (Erfurter LAC)          | 40:29,91   |
| 5     | Andreas Janker (LG Röthenbach/Pegnitz) | 41:51,24   |
| 6     | Steffen Borsch (SV Halle)              | 45:57,91   |

Datum: 16. September
fand in Diez statt
nur 6 Teilnehmer

### 20-km-Straßengehen
| Platz | Athlet, Verein                         | Zeit (h) |
| ----- | -------------------------------------- | -------- |
| 1     | Christopher Linke (SC Potsdam)         | 1:20:26  |
| 2     | Nils Brembach (SC Potsdam)             | 1:20:43  |
| 3     | Karl Junghannß (Erfurter LAC)          | 1:22:08  |
| 4     | Hagen Pohle (SC Potsdam)               | 1:22:29  |
| 5     | Nathaniel Seiler (TV Bühlertal)        | 1:22:48  |
| 6     | Carl Dohmann (SCL Heel-Baden-Baden)    | 1:23:14  |
| 7     | Jonathan Hilbert (LG Ohra-Energie)     | 1:23:48  |
| 8     | Andreas Janker (LG Röthenbach/Pegnitz) | 1:27:45  |

Datum: 23. April
fand in Naumburg statt

### 20-km-Straßengehen, Mannschaftswertung
| Platz | Verein, Besetzung                                              | Zeit (h) |
| ----- | -------------------------------------------------------------- | -------- |
| 1     | SC Potsdam (Christopher Linke, Nils Brembach, Hagen Pohle)     | 4:03:38  |
| 2     | TV Bühlertal (Nathaniel Seiler, Denis Franke, Georg Hauger)    | 5:10:02  |
| 3     | SV Breitenbrunn (Steffen Meyer, Nischan Daimer, Joachim Maier) | 5:33:43  |

Datum: 23. April
fand in Naumburg statt
nur 3 Teams in der Wertung

### 50-km-Straßengehen
| Platz | Athlet, Verein                        | Zeit (h)  |
| ----- | ------------------------------------- | --------- |
| 1     | Nathaniel Seiler (TV Bühlertal)       | 4:00:43,5 |
| 2     | Jonathan Hilbert (LG Ohra Energie)    | 4:05:48,3 |
| 3     | Denis Franke (TV Bühlertal)           | 5:04,47,8 |
| DNF   | Hagen Pohle (SC Potsdam)              |           |
| DNF   | Helmut Prieler (SpVgg Niederaichbach) |           |

Datum: 14. Oktober
fand in Gleina statt
nur fünf Teilnehmer

### Hochsprung
| Platz | Athlet, Verein                              | Höhe (m) |
| ----- | ------------------------------------------- | -------- |
| 1     | Mateusz Przybylko (TSV Bayer 04 Leverkusen) | 2,30     |
| 2     | Eike Onnen (Hannover 96)                    | 2,19     |
| 3     | Luca Wieland (LAZ Saar 05 Saarbrücken)      | 2,15     |
| 4     | Bastian Rudolf (Dresdner SC)                | 2,15     |
| 5     | Torsten Sanders (TSV Bayer 04 Leverkusen)   | 2,15     |
| 6     | Jonas Wagner (Dresdner SC)                  | 2,10     |
| 7     | Martin Günther (VfB Stuttgart)              | 2,10     |
| 8     | Tim Schenker (LAC Erdgas Chemnitz)          | 2,10     |

Datum: 8. Juli
Zum ersten Mal seit 2001, als Martin Buß, der im selben Jahr noch Weltmeister wurde, schaffte es mit Mateusz Przybylko wieder ein deutscher Hochspringer über die 2,30-Meter-Marke. Damit kann sich Przybylko auch international sehen lassen.

### Stabhochsprung
| Platz | Athlet, Verein                                 | Höhe (m) |
| ----- | ---------------------------------------------- | -------- |
| 1     | Bo Kanda Lita Baehre (TSV Bayer 04 Leverkusen) | 5,60     |
| 2     | Raphael Holzdeppe (LAZ Zweibrücken)            | 5,60     |
| 3     | Tobias Scherbarth (TSV Bayer 04 Leverkusen)    | 5,40     |
| 4     | Karsten Dilla (TSV Bayer 04 Leverkusen)        | 5,30     |
| 4     | Hendrik Gruber (TSV Bayer 04 Leverkusen)       | 5,30     |
| 6     | Oleg Zernikel (ASV Landau)                     | 5,30     |
| 7     | Florian Gaul (VfL Sindelfingen)                | 5,30     |
| 8     | Pascal Koehl (LA Team Saar)                    | 5,30     |

Datum: 9. Juli
Der erst 18-jährige Bo Kanda Lita Baehre sorgte mit seinem Sieg über Raphael Holzdeppe, den Weltmeister von 2013, zuletzt allerdings mit schwankenden Leistungen, für eine ziemliche Überraschung.

### Weitsprung
| Platz | Athlet, Verein                            | Weite (m) |
| ----- | ----------------------------------------- | --------- |
| 1     | Julian Howard (LG Region Karlsruhe)       | 8,15      |
| 2     | Maximilian Entholzner (1. FC Passau)      | 7,76      |
| 3     | Luca Wieland (LAZ Saar 05 Saarbrücken)    | 7,71      |
| 4     | Florian Oswald (TSG 1862 Weinheim)        | 7,64      |
| 5     | Max Kottmann (Stuttgarter Kickers)        | 7,54      |
| 6     | Alyn Camara (ASV Köln)                    | 7,54      |
| 7     | Marcel Kirstges (LAZ Saar 05 Saarbrücken) | 7,45      |
| 8     | Alexander Fuchs (SCC Berlin)              | 7,42      |

Datum: 9. Juli
Julian Howard übertraf bei seinem Sieg die Norm für die Weltmeisterschaften in London. Bester Weitspringer mit 8,19 m war allerdings einmal mehr der außer Konkurrenz in einer eigenen Wertung springende behinderte Sportler Markus Rehm.

### Dreisprung
| Platz | Athlet, Verein                        | Weite (m) |
| ----- | ------------------------------------- | --------- |
| 1     | Max Heß (LAC Erdgas Chemnitz)         | 17,24     |
| 2     | Felix Wenzel (SC Potsdam)             | 16,15     |
| 3     | Tobias Hell (Schweriner SC)           | 15,87     |
| 4     | Marcel Kornhardt (ASV Erfurt)         | 15,84     |
| 5     | Max Pietza (SC Potsdam)               | 15,76     |
| 6     | Benjamin Bauer (LAC Erdgas Chemnitz)  | 15,48     |
| 7     | Felix Mairhofer (LG Region Karlsruhe) | 15,47     |
| 8     | Thomas Schmidt (TSG 1862 Weinheim)    | 15,35     |

Datum: 8. Juli
Max Heß spielte in diesem Jahr zum zweiten Mal seine deutliche Überlegenheit gegenüber seinen deutschen Konkurrenten aus. Er gewann den Dreisprung mit mehr als einem Meter Vorsprung. Seine Siegerweite ist auch international sehr beachtenswert.

### Kugelstoßen
| Platz | Athlet, Verein                                | Weite (m) |
| ----- | --------------------------------------------- | --------- |
| 1     | David Storl (SC DHfK Leipzig)                 | 20,98     |
| 2     | Jan Josef Jeuschede (TSV Bayer 04 Leverkusen) | 19,31     |
| 3     | Simon Bayer (VfL Sindelfingen)                | 19,09     |
| 4     | Patrick Müller (SC Neubrandenburg)            | 19,09     |
| 5     | Dennis Lewke (SC Magdeburg)                   | 19,02     |
| 6     | Bodo Göder (SR Yburg Steinbach)               | 18,86     |
| 7     | Christian Jagusch (1. LAV Rostock)            | 18,49     |
| 8     | Leonid Ekimov (TV Wattenscheid 01)            | 17,98     |

Datum: 8. Juli
David Storl wurde zum siebten Mal hintereinander Deutscher Meister – eine Leistung für sich. Sein Niveau ist im Vergleich zu seinen stärksten Zeiten – u. a. zweifacher Weltmeister 2011 und 2013 – etwas gesunken, während die internationale Konkurrenz sich steigern konnte.

### Diskuswurf
| Platz | Athlet, Verein                             | Weite (m) |
| ----- | ------------------------------------------ | --------- |
| 1     | Robert Harting (SCC Berlin)                | 65,65     |
| 2     | Martin Wierig (SC Magdeburg)               | 64,29     |
| 3     | Markus Münch (SC Potsdam)                  | 62,76     |
| 4     | Christoph Harting (SCC Berlin)             | 62,51     |
| 5     | Daniel Jasinski (TV Wattenscheid 01)       | 62,20     |
| 6     | David Wrobel (SC Magdeburg)                | 60,85     |
| 7     | Torben Brandt (SC Magdeburg)               | 60,52     |
| 8     | Benedikt Stienen (TSV Bayer 04 Leverkusen) | 58,64     |

Datum: 8. Juli
Für Robert Harting war es der zehnte Deutsche Meistertitel. Im Wettbewerb ging es sehr eng zu. So konnte sich Olympiasieger Christoph Harting als Vierter wohl nicht für die bevorstehenden Weltmeisterschaften qualifizieren. Sieben Werfer bezwangen die 60-Meter-Marke. Allerdings fehlen Robert Harting ein paar Meter zu seinem Spitzenniveau vergangener Jahre.

### Hammerwurf
| Platz | Athlet, Verein                                    | Weite (m) |
| ----- | ------------------------------------------------- | --------- |
| 1     | Alexander Ziegler (SV Thurn und Taxis Dischingen) | 71,66     |
| 2     | Andreas Sahner (LC Rehlingen)                     | 70,89     |
| 3     | Johannes Bichler (LG Stadtwerke München)          | 70,65     |
| 4     | Tristan Schwandke (TV Hindelang)                  | 70,42     |
| 5     | Alexej Mikhailov (Hannover 96)                    | 68,52     |
| 6     | Maximilian Becker (LG Eintracht Frankfurt)        | 66,92     |
| 7     | Paul Hützen (TSV Bayer 04 Leverkusen)             | 65,35     |
| 8     | Dominik Klaffenbach (TSV Bayer 04 Leverkusen)     | 61,26     |

Datum: 9. Juli
Es wurde Alexander Zieglers dritter DM-Sieg in Folge. Seine Siegweite ist allerdings viele Meter entfernt vom internationalen Spitzenstandard.

### Speerwurf
| Platz | Athlet, Verein                         | Weite (m) |
| ----- | -------------------------------------- | --------- |
| 1     | Johannes Vetter (LG Offenburg)         | 89,35 CR  |
| 2     | Thomas Röhler (LC Jena)                | 85,24000  |
| 3     | Bernhard Seifert (SC Potsdam)          | 84,62000  |
| 4     | Lars Hamann (Dresdner SC)              | 81,07000  |
| 5     | Andreas Hofmann (MTG Mannheim)         | 74,01000  |
| 6     | David Golling (LC Cottbus)             | 73,38000  |
| 7     | Jonas Bonewit (LG Stadtwerke München)  | 72,95000  |
| 8     | Nils Fischer (TSV Bayer 04 Leverkusen) | 70,94000  |

Datum: 9. Juli
Johannes Vetter, Zweiter der Weltjahresbestenliste, zeigte einen herausragenden Wettkampf und überbot Raymond Hechts bis dahin bestehenden Meisterschaftsrekord um einen Zentimeter, wobei er die 90-Meter-Marke nur knapp verfehlte. Er besiegte dabei auch den Weltjahresbesten und Olympiasieger Thomas Röhler, der sich nach anfänglichen Schwierigkeiten nervenstark zeigte und noch Zweiter werden konnte. Der drittplatzierte Bernhard Seifert steigerte sich auf eine Weite deutlich über 84 m. Diese Leistungen sind auch international hoch einzuordnen.

### Zehnkampf
| Platz | Athlet, Verein                             | Punkte |
| ----- | ------------------------------------------ | ------ |
| 1     | Felix Hepperle (LG Neckar-Enz)             | 7328   |
| 2     | Marvin Gregor (LC Paderborn)               | 7002   |
| 3     | Alexander Everts (TSV Bayer 04 Leverkusen) | 6800   |
| 4     | André Düsterhöft (LG Kreis Gütersloh)      | 6799   |
| 5     | Armin Treichel (TV Wattenscheid 01)        | 6701   |
| 6     | Matthias Laube (LG Neckar-Enz)             | 6481   |
| 7     | Hendrik Essers (TSV Bayer 04 Leverkusen)   | 6447   |
| 8     | Benjamin Thomsen (LG Stadtwerke München)   | 6312   |

Datum: 12./13. August
fand in Kienbaum statt
Die Ergebnisse des Zehnkampfs spiegeln die tatsächlichen Kräfteverhältnisse in dieser Disziplin nicht wider. Zur selben Zeit fanden die Weltmeisterschaften in London statt, bei der die drei besten deutschen Zehnkämpfer am Start waren. Rico Freimuth wurde dort Zweiter mit 8564 Punkten, Kai Kazmirek Dritter mit 8488 Punkten.

### Zehnkampf, Mannschaftswertung
| Platz | Verein, Besetzung                                                 | Punkte |
| ----- | ----------------------------------------------------------------- | ------ |
| 1     | TSV Gräfelfing (Korbinian Suckfüll, Felix Wolter, Noah Kollhuber) | 20.349 |
| 2     | TS Herzogenaurach (André Zahl, Marius Laib, Daniel Hoseus)        | 17.312 |

Datum: 12./13. August
fand in Kienbaum statt
nur 2 Mannschaften in der Wertung

### CrosslaufMittelstrecke –4,36 km
| Platz | Athlet, Verein                                  | Zeit (min) |
| ----- | ----------------------------------------------- | ---------- |
| 1     | Florian Orth (LG Telis Finanz Regensburg)       | 13:07      |
| 2     | Timo Benitz (LG farbtex Nordschwarzwald)        | 13:15      |
| 3     | Martin Grau (LSC Höchstadt/Aisch)               | 13:18      |
| 4     | Simon Boch (LG Telis Finanz Regensburg)         | 13:22      |
| 5     | Tim Ramdane Cherif (LG Telis Finanz Regensburg) | 13:36      |
| 6     | Tobias Gröbl (LG Zusam)                         | 13:48      |
| 7     | Viktor Kuk (LG Braunschweig)                    | 13:50      |
| 8     | Johannes Estner (LG Zusam)                      | 13:51      |

Datum: 11. März
fand in Löningen statt

### CrosslaufMittelstrecke –4,36 km, Mannschaftswertung
| Platz | Verein, Besetzung                                                         | Platzziffer |
| ----- | ------------------------------------------------------------------------- | ----------- |
| 1     | LG Telis Finanz Regensburg (Florian Orth, Simon Boch, Tim Ramdane Cherif) | 010         |
| 2     | LG farbtex Nordschwarzwald 1 (Timo Benitz, Denis Bäuerle, Hendrik Engel)  | 025         |
| 3     | LG Zusam (Tobias Gröbl, Ja Johannes Estner, Mario Leser)                  | 039         |
| 4     | LG Braunschweig (Viktor Kuk, Andreas Lange, Florian Pehrs)                | 045         |
| 5     | Hamburg Running (Tim Hoenig, Christoph Deppe, Bjarne Perleberg)           | 063         |
| 6     | LG farbtex Nordschwarzwald 2 (Rico Loy, Dominic Müller, Henri Hansert)    | 065         |
| 7     | LC Euskirchen (Marco Müller, Timo Küpper, Lars Schneider)                 | 087         |
| 8     | LAC Olympia 88 Berlin (Felix Ledwig, Carsten Krüger, Tobias Singer)       | 103         |

Datum: 11. März
fand in Löningen statt

### CrosslaufLangstrecke –10,28 km
| Platz | Athlet, Verein                                  | Zeit (min) |
| ----- | ----------------------------------------------- | ---------- |
| 1     | Philipp Pflieger (LG Telis Finanz Regensburg)   | 31:56      |
| 2     | Fabian Clarkson (SCC Berlin)                    | 32:31      |
| 3     | Philipp Baar (ART Düsseldorf)                   | 32:42      |
| 4     | Florian Orth (LG Telis Finanz Regensburg)       | 32:52      |
| 5     | Andreas Straßner (ART Düsseldorf)               | 32:58      |
| 6     | Marcin Blazinski (LG farbtex Nordschwarzwald)   | 33:04      |
| 7     | Tim Ramdane Cherif (LG Telis Finanz Regensburg) | 33:08      |
| 8     | Thorben Dietz (LG Vulkaneifel)                  | 33:12      |

Datum: 11. März
fand in Löningen statt

### CrosslaufLangstrecke –10,28 km, Mannschaftswertung
| Platz | Verein, Besetzung                                                               | Platzziffer |
| ----- | ------------------------------------------------------------------------------- | ----------- |
| 1     | LG Telis Finanz Regensburg (Philipp Pflieger, Florian Orth, Tim Ramdane Cherif) | 12          |
| 2     | ART Düsseldorf (Philipp Baar, Andreas Straßner, Timo Göhler)                    | 20          |
| 3     | LG Region Karlsruhe (Jannik Arbogast, Jan Lukas Becker, Frederik Unewisse)      | 39          |
| 4     | LG Olympia Dortmund (Fynn Schwiegelshohn, Fabian Dillenhöfer, Michael Wilms)    | 50          |
| 5     | LG farbtex Nordschwarzwald (Marcin Blazinski, Christoph Lohse, Tobias Giering)  | 62          |
| 6     | LG Vulkaneifel (Thorben Dietz, Yannik Duppich, Daniel Schmidt)                  | 63          |
| 7     | LAC Quelle Fürth (Joseph Katib, Heiko Middelhoff, Zacharias Wedel)              | 69          |
| 8     | SG Wenden (Nils Schäfer, Fabian Jenne, Simon Huckestein)                        | 82          |

Datum: 11. März
fand in Löningen statt

### Berglauf
| Platz | Athlet, Verein                                    | Zeit (min) |
| ----- | ------------------------------------------------- | ---------- |
| 1     | Maximilian Zeus (DJK Weiden)                      | 57:06      |
| 2     | Benedikt Hoffmann (TSG 1845 Heilbronn)            | 58:10      |
| 3     | Marcel Krieghoff (GuthsMuths-Rennsteiglaufverein) | 58:28      |
| 4     | Aaron Bienenfeld (SSC Hanau-Rodenbach)            | 59:30      |
| 5     | Sebastian Hallmann (LG Telis Finanz Regensburg)   | 59:43      |
| 6     | Jonas Lehmann (TuS Heltersberg)                   | 59:56      |
| 7     | Thomas Kühlmann (LG Wettenberg)                   | 61:39      |
| 8     | Bruno Schumi (LG Brandenkopf)                     | 61:43      |

Datum: 10. Juni
fand in Bayerisch Eisenstein statt
Streckenlänge: 13,8 km, Höhendifferenz: 887 m

### Berglauf, Mannschaftswertung
| Platz | Verein, Besetzung                                                                     | Zeit (h) |
| ----- | ------------------------------------------------------------------------------------- | -------- |
| 1     | SSC Hanau-Rodenbach I (Aaron Bienenfeld, Thomas Seibert, Jörn Harland)                | 3:07:10  |
| 2     | LG Brandenkopf (Bruno Schumi, Timo Zeiler, Ulrich Benz)                               | 3:08:26  |
| 3     | SSC Hanau-Rodenbach II (Julius Hild, Ulrich Steidl, Lukas Abele)                      | 3:13:47  |
| 4     | TuS Heltersberg (Jonas Lehmann, Tom Heuer, André Bour)                                | 3:17:10  |
| 5     | LG Wettenberg (Thomas Kühlmann, Maximilian Schmidt, Sebastian Enke)                   | 3:19:36  |
| 6     | LG Bamberg (Marco Sahm, Roland Wild, Kevin Karrer)                                    | 3:21:53  |
| 7     | GutsMuths-Rennsteiglaufverein (Marcel Krieghoff, Denny Holland-Moritz, Stephan Bayer) | 3:23:28  |
| 8     | PTSV Rosenheim (Michael Eder, Reinmund Hobmaier, Kilian Hofbauer)                     | 3:23:34  |

Datum: 10. Juni
fand in Bayerisch Eisenstein statt
Streckenlänge: 13,8 km, Höhendifferenz: 887 m

## Meisterschaftsresultate Frauen

### 100 m
| Platz | Athletin, Verein                         | Zeit (s) |
| ----- | ---------------------------------------- | -------- |
| 1     | Gina Lückenkemper (LG Olympia Dortmund)  | 11,10    |
| 2     | Rebekka Haase (LV 90 Erzgebirge)         | 11,22    |
| 3     | Tatjana Pinto (LC Paderborn)             | 11,27    |
| 4     | Keshia Kwadwo (TV Wattenscheid 01)       | 11,41    |
| 5     | Alexandra Burghardt (MTG Mannheim)       | 11,42    |
| 6     | Amelie-Sophie Lederer (LAC Quelle Fürth) | 11,47    |
| 7     | Josefina Elsler (LC Paderborn)           | 11,56    |
| 8     | Lara Matheis (TSG Gießen-Wieseck)        | 11,57    |

Datum: 8. Juli
Wind: -0,7 m/s
Bereits im Zwischenlauf erzielte Gina Lückenkemper mit 11,01 s eine sehr gute Zeit. Im Finale betrug ihre Siegerzeit 11,10 s trotz eines Stolperers am Start, der sie fast zu Fall gebracht hatte.

### 200 m
| Platz | Athletin, Verein                       | Zeit (s) |
| ----- | -------------------------------------- | -------- |
| 1     | Laura Müller (LC Rehlingen)            | 22,65    |
| 2     | Rebekka Haase (LV 90 Erzgebirge)       | 22,88    |
| 3     | Nadine Gonska (MTG Mannheim)           | 22,93    |
| 4     | Lara Matheis (TSG Gießen-Wieseck)      | 23,13    |
| 5     | Jessica-Bianca Wessolly (MTG Mannheim) | 23,26    |
| 6     | Tiffany Eidner (Bad Lobenstein TC)     | 23,64    |
| 7     | Svea Kittner (SV Werder Bremen)        | 24,00    |
| 8     | Josefina Elsler (LC Paderborn)         | 24,18    |

Datum: 9. Juli
Wind: -0,8 m/s
Ein bisschen enttäuscht war Rebekka Haase trotz eines zweiten Platzes und sehr guten 22,88 s. Aber gegen eine entfesselte Laura Müller, die ihre Bestzeit deutlich unterbot, war an diesem Tag kein Kraut gewachsen.

### 400 m
| Platz | Athletin, Verein                            | Zeit (s) |
| ----- | ------------------------------------------- | -------- |
| 1     | Ruth Sophia Spelmeyer (VfL Oldenburg)       | 51,84    |
| 2     | Svea Köhrbrück (SCC Berlin)                 | 52,76    |
| 3     | Lara Hoffmann (LT DSHS Köln)                | 52,84    |
| 4     | Carolin Walter (TSV Bayer 04 Leverkusen)    | 52,85    |
| 5     | Inna Weit (LC Paderborn)                    | 53,81    |
| 6     | Daniela Daubner (LG Neckar-Enz)             | 54,27    |
| 7     | Alena Gerken (SCC Berlin)                   | 54,47    |
| 8     | Tabea Marie Kempe (TSV Bayer 04 Leverkusen) | 54,68    |

Datum: 9. Juli
Es war DM-Titel Nummer drei in Folge für Ruth Sophia Spelmeyer. Zum ersten Mal blieb sie bei einer Deutschen Meisterschaft unter 52 Sekunden. Zur internationalen Spitze fehlen den deutschen Läuferinnen ein bis zwei Sekunden.

### 800 m
| Platz | Athletin, Verein                           | Zeit (min) |
| ----- | ------------------------------------------ | ---------- |
| 1     | Christina Hering (LG Stadtwerke München)   | 2:04,05    |
| 2     | Tanja Spill (LAV Bayer Uerdingen/Dormagen) | 2:05,37    |
| 3     | Mareen Kalis (LG Stadtwerke München)       | 2:06,29    |
| 4     | Vera Hoffmann (ASV Köln)                   | 2:08,26    |
| 5     | Christine Gess (LG Stadtwerke München)     | 2:08,80    |
| 6     | Rebekka Ackers (TSV Bayer 04 Leverkusen)   | 2:08,99    |
| 7     | Martha Sauter (LG Nord Berlin)             | 2:09,01    |
| 8     | Christina Zwirner (TV Wattenscheid 01)     | 2:09,48    |

Datum: 9. Juli
Christina Hering hatte es nicht leicht in ihrem Bestreben, die WM-Norm vielleicht noch zu erreichen, was ihr jedoch nicht gelang. In ihrem einsamen Rennen gegen die Uhr war dies kaum möglich. Aber ihren DM-Titel verteidigte sie souverän.

### 1500 m
| Platz | Athletin, Verein                                  | Zeit (min) |
| ----- | ------------------------------------------------- | ---------- |
| 1     | Konstanze Klosterhalfen (TSV Bayer 04 Leverkusen) | 3:59,58    |
| 2     | Diana Sujew (LG Eintracht Frankfurt)              | 4:10,71    |
| 3     | Julia Kick (LG Telis Finanz Regensburg)           | 4:10,90    |
| 4     | Elena Burkard (LG farbtex Nordschwarzwald)        | 4:10,92    |
| 5     | Denise Krebs (TV Wattenscheid 01)                 | 4:13,21    |
| 6     | Katharina Trost (LG Stadtwerke München)           | 4:14,41    |
| 7     | Caterina Granz (LG Nord Berlin)                   | 4:14,79    |
| 8     | Lena Klaassen (TSV Bayer 04 Leverkusen)           | 4:21,45    |

Datum: 9. Juli
Es war schon fast historisch, was Konstanze Klosterhalfen hier leistete. Sie gewann mit mehr als zehn Sekunden Vorsprung und blieb als erste Deutsche seit Jahrzehnten wieder unter der 4-Minuten-Marke. Damit liegt sie auch im internationalen Vergleich im Vorderfeld.

### 5000 m
| Platz | Athletin, Verein                            | Zeit (min) |
| ----- | ------------------------------------------- | ---------- |
| 1     | Gesa Felicitas Krause (Silvesterlauf Trier) | 16:20,10   |
| 2     | Hanna Klein (SG Schorndorf 1846)            | 16:20,24   |
| 3     | Corinna Harrer (LG Telis Finanz Regensburg) | 16:27,34   |
| 4     | Nada Ina Pauer (VfB LC Friedrichshafen)     | 16:30,79   |
| 5     | Thea Heim (LG Telis Finanz Regensburg)      | 16:35,31   |
| 6     | Deborah Schöneborn (LG Nord Berlin)         | 16:41,32   |
| 7     | Fabienne Amrhein (MTG Mannheim)             | 16:46,28   |
| 8     | Mayada Al-Sayad (1. VfL Fortuna Marzahn)    | 16:46,99   |

Datum: 9. Juli
Mit Fate Tola, Alina Reh und Sabrina Mockenhaupt fehlten die Meisterinnen der letzten drei Jahre. In einem nicht auf Tempo gelaufenen Rennen setzte sich am Ende Gesa Felicitas Krause durch, die so nach ihrem Sieg vom Vortag über 3000 Meter Hindernis Doppelmeisterin wurde.

### 10.000 m
| Platz | Athletin, Verein                                | Zeit (min) |
| ----- | ----------------------------------------------- | ---------- |
| 1     | Sabrina Mockenhaupt (LT Haspa Marathon Hamburg) | 33:08,42   |
| 2     | Corinna Harrer (LG Telis Finanz Regensburg)     | 34:12,64   |
| 3     | Thea Heim (LG Telis Finanz Regensburg)          | 34:34,75   |
| 4     | Deborah Schöneborn (LG Nord Berlin)             | 34:58,76   |
| 5     | Rabea Schöneborn (LG Nord Berlin)               | 34:59,46   |
| 6     | Katrin Reischmann (VfB LC Friedrichshafen)      | 35:09,29   |
| 7     | Svenja Ojstersek (ART Düsseldorf)               | 35:31,69   |
| 8     | Marina Rappold (LG Sempt)                       | 35:39,13   |

Datum: 13. Mai
fand in Bautzen statt

### 10-km-Straßenlauf
| Platz | Athletin, Verein                                | Zeit (min) |
| ----- | ----------------------------------------------- | ---------- |
| 1     | Sabrina Mockenhaupt (LT Haspa Marathon Hamburg) | 33:38      |
| 2     | Anna Hahner (run2sky.com)                       | 33:45      |
| 3     | Corinna Harrer (LG Telis Finanz Regensburg)     | 33:48      |
| 4     | Franziska Reng (LG Telis Finanz Regensburg)     | 34:07      |
| 5     | Thea Heim (LG Telis Finanz Regensburg)          | 34:10      |
| 6     | Jana Sussmann (LT Haspa Marathon Hamburg)       | 34:10      |
| 7     | Laura Hottenrott (GSV Eintracht Baunatal)       | 34:15      |
| 8     | Regina Högl (LG Region Landshut)                | 34:18      |

Datum: 3. September
fand in Bad Liebenzell statt
Nach zwei Monaten Wettkampfpause und zwei Operationen zur Entfernung eines Abszesses am Gesäß meldete sich Sabrina Mockenhaupt stark zurück. Aus einem Spitzentrio heraus löste sich Mockenhaupt 1500 Meter vor dem Ziel und gewann den Titel mit drei Sekunden Vorsprung vor Anna Hahner – hier mit ihrem ersten größerer Rennen nach dem Marathonlauf bei den Olympischen Spielen 2016. Auch sie hatte nach einem Sehnenanriss eine längere Verletzungspause hinter sich. Die drittplatzierte Corinna Harrer zeigte wieder aufsteigende Form und mit Franziska Reng auf Rang vier gab es eine weitere Läuferin, die nach Verletzungsproblemen ein gutes Comeback zeigte. Für Sabrina Mockenhaupt war es der insgesamt 45. Deutsche Meistertitel.

### 10-km-Straßenlauf, Mannschaftswertung
| Platz | Verein, Besetzung                                                                  | Zeit (h) |
| ----- | ---------------------------------------------------------------------------------- | -------- |
| 1     | LG Telis Finanz Regensburg I (Corinna Harrer, Franziska Reng, Thea Heim)           | 1:42:00  |
| 2     | LT Haspa Marathon Hamburg (Sabrina Mockenhaupt, Jana Sussmann, Mona Stockhecke)    | 1:42:52  |
| 3     | LAC Quelle Fürth (Jannika John, Gesa Bohn, Rebecca Robisch)                        | 1:45:10  |
| 4     | LG Telis Finanz Regensburg II (Miriam Dattke, Cornelia Griesche, Maren Orth)       | 1:47:00  |
| 5     | LG Region Landshut (Regina Högl, Miriam Zirk, Monika Rausch)                       | 1:47:26  |
| 6     | LG Region Karlsruhe I (Melina Tränkle, Tanja Grießbaum, Lena Knirsch)              | 1:47:55  |
| 7     | TSG 1845 Heilbronn (Veronica Clio Hähnle-Pohl, Isabel Leibfried, Bettina Englisch) | 1:47:59  |
| 8     | LG Region Karlsruhe II (Amélie Svensson, Sarah Hettich, Sophia Kaiser)             | 1:51:54  |

Datum: 3. September
fand in Bad Liebenzell statt

### Halbmarathon
| Platz | Athletin, Verein                                | Zeit (h) |
| ----- | ----------------------------------------------- | -------- |
| 1     | Sabrina Mockenhaupt (LT Haspa Marathon Hamburg) | 1:10:54  |
| 2     | Anja Scherl (LG Telis Finanz Regensburg)        | 1:11:10  |
| 3     | Corinna Harrer (LG Telis Finanz Regensburg)     | 1:14:28  |
| 4     | Thea Heim (LG Telis Finanz Regensburg)          | 1:15:13  |
| 5     | Mayada Al-Sayad (1. VfL Fortuna Marzahn)        | 1:15:18  |
| 6     | Melina Tränkle (LG Region Karlsruhe)            | 1:15:27  |
| 7     | Miriam Dattke (LG Telis Finanz Regensburg)      | 1:15:50  |
| 8     | Veronica Clio Hähnle-Pohl (TSG 1845 Heilbronn)  | 1:16:17  |

Datum: 9. April
fand in Hannover statt

### Halbmarathon, Mannschaftswertung
| Platz | Verein, Besetzung                                                                     | Zeit (h) |
| ----- | ------------------------------------------------------------------------------------- | -------- |
| 1     | LG Telis Finanz Regensburg I (Anja Scherl, Corinna Harrer, Thea Heim)                 | 3:40:48  |
| 2     | LG Telis Finanz Regensburg II (Miriam Dattke, Cornelia Griesche, Julia Galuschka)     | 3:52:35  |
| 3     | LAC Quelle Fürth (Gesa Bohn, Domenika Mayer, Tabea Haug)                              | 3:55:35  |
| 4     | LG Region Karlsruhe I (Melina Tränkle, Johanna Krischke, Tanja Grießbaum)             | 3:55:44  |
| 5     | LG Region Landshut (Regina Högl, Monika Rausch, Miriam Zirk)                          | 3:58:56  |
| 6     | LG Telis Finanz Regensburg III (Anna-Katharina Plinke, Nada Balcarczyk, Mira Parisek) | 4:08:05  |
| 7     | SG Wenden (Christl Dörschel, Daniela Wurm, Sandra Clemens)                            | 4:14:25  |
| 8     | LG Region Karlsruhe II (Sophia Kaiser, Johanna Flacke, Lena Schmidt)                  | 4:19:44  |

Datum: 9. April
fand in Hannover statt

### Marathon
| Platz | Athlet, Verein                              | Zeit (h) |
| ----- | ------------------------------------------- | -------- |
| 1     | Katharina Heinig (LG Eintracht Frankfurt)   | 2:29:29  |
| 2     | Fate Tola (LG Braunschweig)                 | 2:30:12  |
| 3     | Laura Hottenrott (GSV Eintracht Baunatal)   | 2:34:43  |
| 4     | Franziska Reng (LG Telis Finanz Regensburg) | 2:34:57  |
| 5     | Nora Kusterer (SV Oberkollbach)             | 2:44:29  |
| 6     | Mayada Al-Sayad (1. VfL Fortuna Marzahn)    | 2:20:28  |
| 7     | Annika Krull (Hamburger Laufladen)          | 2:47:30  |
| 8     | Bettina Englisch (TSG 1845 Heilbronn)       | 2:47:36  |

Datum: 29. Oktober
fand im Rahmen des Frankfurt-Marathons statt

### Marathon, Mannschaftswertung
| Platz | Verein, Besetzung                                                          | Zeit (h) |
| ----- | -------------------------------------------------------------------------- | -------- |
| 1     | Hamburger Laufladen I (Annika Krull, Jana Baum, Mareile Kitzel)            | 08:45:50 |
| 2     | Spiridon Frankfurt I (Tania Moser, Hanna Rühl, Friederike Schoppe)         | 09:02:02 |
| 3     | PSV Grün-Weiß Kassel (Sandra Morchner, Anna Starostzik, Ursula Henning)    | 09:03:23 |
| 4     | Hamburger Laufladen II (Gaby Klinkhardt, Carolin Schlack, Miriam Kwasny)   | 09:31:00 |
| 5     | SC DHfK Leipzig (Sandra Boitz, Tina Laux, Annette Hempel)                  | 09:42:04 |
| 6     | Spiridon Frankfurt II (Mona L.Winter, Anke Werner, Marisa Gomez-Ruhland)   | 09:48:35 |
| 7     | SG Wenden (Katja Hinze-Thüs, Ina Grebe, Mara Lückert)                      | 10:00:11 |
| 8     | LG Landkreis Aschaffenburg (Monika Stephan, Tanja Ritter, Natascha Noever) | 10:22:37 |

Datum: 29. Oktober
fand im Rahmen des Frankfurt-Marathons statt

### 100-km-Straßenlauf
| Platz | Athletin, Verein                          | Zeit (h) |
| ----- | ----------------------------------------- | -------- |
| 1     | Nele Alder-Baerens (Ultra SC Marburg)     | 7:35:37  |
| 2     | Rebecca Walter (LG Nord Berlin Ultrateam) | 8:46:49  |
| 3     | Sandra Fätsch (TSV 1886 Kandel)           | 9:11:28  |
| 4     | Annette Müller (LG Nord Berlin Ultrateam) | 9:33:31  |
| 5     | Patricia Rolle (LG Nord Berlin Ultrateam) | 10:25:13 |
| 6     | Barbara Guranti (TV Kempten)              | 10:38:33 |
| 7     | Katrin Tüg-Hilbert (LG Ultralauf)         | 10:41:14 |
| 8     | Ulrike Greif (TSV Wolfratshausen)         | 10:44:44 |

Datum: 24. Juni
fand in Berlin statt

### 100-km-Straßenlauf, Mannschaftswertung
| Platz | Verein, Besetzung                                               | Zeit (h) |
| ----- | --------------------------------------------------------------- | -------- |
| 1     | LG Nord Berlin (Rebecca Walter, Annette Müller, Patricia Rolle) | 28:45:33 |

Datum: 24. Juni
fand in Berlin statt
nur eine Mannschaft in der Wertung

### 100 m Hürden
| Platz | Athletin, Verein                        | Zeit (s) |
| ----- | --------------------------------------- | -------- |
| 1     | Pamela Dutkiewicz (TV Wattenscheid 01)  | 12,82    |
| 2     | Ricarda Lobe (MTG Mannheim)             | 13,09    |
| 3     | Franziska Hofmann (LAC Erdgas Chemnitz) | 13,13    |
| 4     | Nadine Hildebrand (VfL Sindelfingen)    | 13,14    |
| 5     | Louisa Grauvogel (LG Saar 70)           | 13,55    |
| 6     | Monika Zapalska (TV Wattenscheid 01)    | 13,69    |
| 7     | Paulina Huber (LG Stadtwerke München)   | 13,94    |
| 8     | Mareike Arndt (TSV Bayer 04 Leverkusen) | 14,21    |

Datum: 8. Juli
Wind: -0,7 m/s
Pamela Dutkiewicz setzte hier in Erfurt ihre Saisonserie fort und blieb wie auch in hochkarätigen internationalen Vergleichen zuvor ungeschlagen. Gerade nach einer leichten Erkrankung in den letzten Tagen vor dem Rennen ist ihre Siegerzeit von 12,82 s äußerst achtbar.

### 400 m Hürden
| Platz | Athletin, Verein                        | Zeit        |
| ----- | --------------------------------------- | ----------- |
| 1     | Djamila Böhm (ART Düsseldorf)           | 0056,92 s00 |
| 2     | Laura Nürnberger (TV Gladbeck 1912)     | 0058,10 s00 |
| 3     | Christine Salterberg (LT DSHS Köln)     | 0058,14 s00 |
| 4     | Judith Stadelbacher (LG Offenburg)      | 0059,93 s00 |
| 5     | Luisa Valeske (LAZ Saar 05 Saarbrücken) | 1:00,02 min |
| 6     | Nele Weßel (SV Preußen Berlin)          | 1:00,38 min |
| 7     | Laura Gläsner (VfL Eintracht Hannover)  | 1:01,62 min |
| DSQ   | Cathrin Wicke (TV 1861 Neu-Isenburg)    |             |

Datum: 9. Juli
Djamila Böhm holte sich hier in persönlicher Bestleistung ihren ersten Deutschen Meistertitel. Zur WM-Norm reichte das allerdings nicht.

### 3000 m Hindernis
| Platz | Athletin, Verein                               | Zeit (min)  |
| ----- | ---------------------------------------------- | ----------- |
| 1     | Gesa Felicitas Krause (Silvesterlauf Trier)    | 09:25,81 CR |
| 2     | Jana Sussmann (LT Haspa Marathon Hamburg)      | 09:57,59000 |
| 3     | Cornelia Griesche (LG Telis Finanz Regensburg) | 10:12,59000 |
| 4     | Lisa Vogelsang (Eintracht Hildesheim)          | 10:19,58000 |
| 5     | Leah Hanle (TSV Holzelfingen)                  | 10:19,76000 |
| 6     | Ronja Böhrer (SC DHfK Leipzig)                 | 10:25,25000 |
| 7     | Linda Wrede (LT DSHS Köln)                     | 10:30,32000 |
| 8     | Amélie Svensson (LG Region Karlsruhe)          | 10:38,83000 |

Datum: 8. Juli
Gesa Felicitas Krause sorgte für den ersten Meisterschaftsrekord in Erfurt. Damit lag sie mehr als eine halbe Minute vor der zweitplatzierten Jana Sussmann. Gesa Krause konnte sich in den letzten Jahren Stück für Stück immer weiter verbessern und ist längst in der internationalen Spitzenklasse angekommen.

### 4 × 100 m Staffel
| Platz | Verein, Besetzung                                                                               | Zeit (s) |
| ----- | ----------------------------------------------------------------------------------------------- | -------- |
| 1     | MTG Mannheim I (Ricarda Lobe, Alexandra Burghardt, Nadine Gonska, Yasmin Kwadwo)                | 42,97 CR |
| 2     | LG Olympia Dortmund (Nina Raun, Marilena Scharff, Gina Lückenkemper, Johanna Marie Bechthold)   | 43,87000 |
| 3     | TV Wattenscheid 01 (Monika Zapalska, Keshia Kwadwo, Maike Schachtschneider, Pamela Dutkiewicz)  | 44,13000 |
| 4     | MTG Mannheim II (Daniela Wenzel, Katrin Wallmann, Jessica-Bianca Wessolly, Hannah Mergenthaler) | 44,83000 |
| 5     | TV Gladbeck 1912 (Selina Stütz, Neele Schuten, Meike Gerlach, Katharina Zenker)                 | 45,22000 |
| 6     | LT DSHS Köln (Nelly Schmidt, Felicitas Ulmer, Lena Naumann, Laura Sophie Großhaus)              | 45,35000 |
| 7     | StG Olpe/Fretter (Johanna Heuel, Julia Springob, Marie Ries, Sophia Werthenbach)                | 46,11000 |
| 8     | LC Paderborn II (Estelle Potthast, Amelie Schröer, Alina Kuß, Ina Thimm)                        | 46,19000 |

Datum: 9. Juli
Die Reihenfolge dieser Staffel wurde durch vier Zeitendläufe ermittelt.
Die Läuferinnen aus Mannheim zeigten sich als harmonische Einheit und es gelang ihnen mit ihrem Sieg auch ein Meisterschaftsrekord.

### 4 × 400 m Staffel
| Platz | Verein, Besetzung                                                                            | Zeit (min) |
| ----- | -------------------------------------------------------------------------------------------- | ---------- |
| 1     | LT DSHS Köln I (Nelly Schmidt, Felicitas Ulmer, Lena Naumann, Lara Hoffmann)                 | 3:35.12    |
| 2     | TSV Bayer 04 Leverkusen (Mareike Arndt, Tabea Marie Kempe, Rebekka Ackers, Carolin Walter)   | 3:37.46    |
| 3     | SCC Berlin (Hendrikje Richter, Svea Köhrbrück, Franziska Kindt, Alena Gerken)                | 3:37.79    |
| 4     | StG Staffelteam NI (Michelle Janiak, Laura Gläsner, Ann-Kathrin Kopf, Ruth Sophia Spelmeyer) | 3:39.31    |
| 5     | LG Stadtwerke München (Christina Hering, Mareen Kalis, Katharina Trost, Christine Gess)      | 3:42.39    |
| 6     | LT DSHS Köln II (Laura Voß, Christine Salterberg, Lea Sophia Hagen, Katrin Schmidt)          | 3:43.08    |
| 7     | LG Olympia Dortmund (Marilena Scharff, Laura Hansen, Laura Siegeroth, Franziska Käppler)     | 3:45,00    |
| 8     | SC Preußen Münster (Judith Wessling, Maren Silies, Frieda Breitkopf, Luisa Bodem)            | 3:46,76    |

Datum: 9. Juli
Die Reihenfolge dieser Staffel wurde mittels zweier Zeitendläufe ermittelt.
Das Leichtathletik-Team der Deutschen Sporthochschule Köln konnte seinen DM-Titel erfolgreich verteidigen.

### 3 × 800 m Staffel
| Platz | Verein, Besetzung                                                               | Zeit (min) |
| ----- | ------------------------------------------------------------------------------- | ---------- |
| 1     | TSV Bayer 04 Leverkusen (Rebekka Ackers, Lena Klaassen, Carolin Walter)         | 6:17,87    |
| 2     | LG Stadtwerke München (Christine Gess, Mareen Kalis, Katharina Trost)           | 6:19,49    |
| 3     | LG Telis Finanz Regensburg (Mares-Elaine Strempler, Stella Kubasch, Maren Orth) | 6:28,26    |
| 4     | LAV Bayer Uerdingen/Dormagen (Anja Roggel, Susan Robb, Tanja Spill)             | 6:32,15    |
| 5     | TV Wattenscheid 01 (Christina Zwirner, Maike Schachtschneider, Denise Krebs)    | 6:34,27    |
| 6     | LG Nord Berlin (Deborah Schöneborn, Caterina Granz, Martha Sauter)              | 6:34,97    |
| 7     | SC DHfK Leipzig (Jana Schwabe, Julia Klein, Ronja Böhrer)                       | 6:36,65    |
| 8     | StG Pliezhausen-Balingen (Julia Rieger, Katrin Wallner, Katja Fischer)          | 6:37,49    |

Datum: 6. August
fand in Ulm im Rahmen der Deutschen Jugendmeisterschaften statt.
Die Reihenfolge dieser Staffel wurde mittels zweier Zeitendläufe ermittelt.

### 5000-m-Bahngehen
| Platz | Athletin, Verein                 | Zeit (min) |
| ----- | -------------------------------- | ---------- |
| 1     | Teresa Zurek (SC Potsdam)        | 23:43,16   |
| 2     | Bianca Schenker (LG Vogtland)    | 24:41,85   |
| 3     | Julia Richter (SC Potsdam)       | 24:55,02   |
| 4     | Brit Schröter (LG Vogtland)      | 25:55,60   |
| 5     | Nicole Hörl (Diezer TSK Oranien) | 27:41,92   |
| 6     | Linda Betto (TV Groß-Gerau)      | 27:47,96   |
| 7     | Julia Henze (ASV Erfurt)         | 28:22,59   |
| 8     | Barbara Primas (TSG Esslingen)   | 28:25,82   |

Datum: 16. September
fand in Diez statt

### 20-km-Straßengehen
| Platz | Athletin, Verein                    | Zeit (h) |
| ----- | ----------------------------------- | -------- |
| 1     | Emilia Lehmeyer (Polizei SV Berlin) | 1:36:20  |
| 2     | Saskia Feige (SC Potsdam)           | 1:37:14  |
| 3     | Kathrin Schulze (ASV Erfurt)        | 1:22:08  |
| 4     | Pauline Barz (Erfurter LAC)         | 1:50:48  |
| 5     | Marion Fuchs (Alemannia Aachen)     | 2:13:05  |
| 6     | Andrea Maier (SV Breitenbrunn)      | 2:19:51  |
| 7     | Monika Müller (TV Groß-Gerau)       | 2:22:05  |
| 8     | Brigitte Patrzalek (TV Groß-Gerau)  | 2:22:05  |

Datum: 23. April
fand in Naumburg statt

### 20-km-Straßengehen, Mannschaftswertung
| Platz | Verein, Besetzung                                                   | Zeit (h) |
| ----- | ------------------------------------------------------------------- | -------- |
| 1     | TV Groß-Gerau (Brigitte Patrzalek, Monika Müller, Margarete Molter) | 7:31:52  |

Datum: 23. April
fand in Naumburg statt
nur 1 Team in der Wertung

### Hochsprung
| Platz | Athletin, Verein                             | Höhe (m) |
| ----- | -------------------------------------------- | -------- |
| 1     | Marie-Laurence Jungfleisch (VfB Stuttgart)   | 1,94     |
| 2     | Jossie Graumann (LG Nord Berlin)             | 1,90     |
| 3     | Laura Gröll (LG Eckental)                    | 1,80     |
| 3     | Mareike Max (SV Werder Bremen)               | 1,80     |
| 5     | Christina Honsel (LG Olympia Dortmund)       | 1,80     |
| 6     | Katarina Mögenburg (TSV Bayer 04 Leverkusen) | 1,80     |
| 6     | Meike Reimer (ABC Ludwigshafen)              | 1,80     |
| 8     | Lale Eden (Heidmühler FC)                    | 1,75     |
| 8     | Sabrina Gehrung (LG Filder)                  | 1,75     |
| 8     | Viktoria Gottlieb (TV Wattenscheid 01)       | 1,75     |

Datum: 9. Juli
Schon seit 2013 ist Marie-Laurence Jungfleisch ununterbrochen Deutsche Meisterin, auch hier war die Favoritin nicht zu schlagen. Der Weltstandard ist zzt. nicht auf dem Niveau, wie das vor einigen Jahren schon einmal war. So kann sich Marie-Laurence Jungfleisch hier durchaus gut sehen lassen.

### Stabhochsprung
| Platz | Athletin, Verein                            | Höhe (m) |
| ----- | ------------------------------------------- | -------- |
| 1     | Lisa Ryzih (ABC Ludwigshafen)               | 4,70     |
| 2     | Silke Spiegelburg (TSV Bayer 04 Leverkusen) | 4,55     |
| 3     | Friedelinde Petershofen (SC Potsdam)        | 4,55     |
| 4     | Martina Schultze (VfL Sindelfingen)         | 4,45     |
| 5     | Annika Roloff (MTV 49 Holzminden)           | 4,35     |
| 6     | Jacqueline Otchere (MTG Mannheim)           | 4,25     |
| 7     | Stefanie Dauber (SSV Ulm 1846)              | 4,25     |
| 8     | Desiree Singh (LG Lippe-Süd)                | 4,25     |

Datum: 8. Juli
Lisa Ryzih gewann letztendlich mit ihrer guten Höhe von 4,70 m unangefochten. Ihre schärfste Konkurrentin Silke Spiegelburg konnte aufgrund einer Verletzung während der Vorbereitungszeit zum Schluss nicht mit in den Kampf um den Meistertitel eingreifen.

### Weitsprung
| Platz | Athletin, Verein                             | Weite (m) |
| ----- | -------------------------------------------- | --------- |
| 1     | Claudia Salman-Rath (Eintracht Frankfurt)    | 6,72      |
| 2     | Alexandra Wester (ASV Köln)                  | 6,71      |
| 3     | Malaika Mihambo (LG Kurpfalz)                | 6,62      |
| 4     | Sosthene Moguenara (LAZ Saar 05 Saarbrücken) | 6,57      |
| 5     | Melanie Bauschke (LAC Olympia 88 Berlin)     | 6,49      |
| 6     | Annika Gärtz (LV 90 Erzgebirge)              | 6,39      |
| 7     | Tabea Christ (SC Preußen Münster)            | 6,17      |
| 8     | Klaudia Kaczmarek (LAZ Rhede)                | 6,13      |

Datum: 8. Juli
Vielleicht hatte man aufgrund des hohen Niveaus vor diesen Meisterschaften noch ein bisschen mehr vom Weitsprungwettkampf erwartet. Allerdings mussten sich die Spezialistinnen der Siebenkämpferin Claudia Salman-Rath geschlagen geben.

### Dreisprung
| Platz | Athletin, Verein                        | Weite (m) |
| ----- | --------------------------------------- | --------- |
| 1     | Kristin Gierisch (LAC Erdgas Chemnitz)  | 14,40     |
| 2     | Neele Eckhardt (LG Göttingen)           | 14,02     |
| 3     | Birte Damerius (TSV Rudow 1888)         | 13,39     |
| 4     | Klaudia Kaczmarek (LAZ Rhede)           | 13,34     |
| 5     | Maria Purtsa (LAC Erdgas Chemnitz)      | 13,30     |
| 6     | Lisanne Rieker (LG Göttingen)           | 12,95     |
| 7     | Karoline Steppin (Schweriner SC)        | 12,65     |
| 8     | Stefanie Aeschlimann (LAC Quelle Fürth) | 12,61     |

Datum: 9. Juli
Trotz des Fehlens von Titelverteidigerin Jenny Elbe hatte der Dreisprung ein gutes Niveau. Kristin Gierisch überzeugte als Siegerin mit 14,40 m und mit Neele Eckhardt übertraf auch eine zweite Springerin die 14-Meter-Marke.

### Kugelstoßen
| Platz | Athletin, Verein                 | Weite (m) |
| ----- | -------------------------------- | --------- |
| 1     | Sara Gambetta (SC DHfK Leipzig)  | 17,38     |
| 2     | Josephine Terlecki (SV Halle)    | 16,89     |
| 3     | Alina Kenzel (VfL Waiblingen)    | 16,76     |
| 4     | Lena Urbaniak (LG Filstal)       | 16,68     |
| 5     | Katharina Maisch (TuS Metzingen) | 16,58     |
| 6     | Sarah Schmidt (LV 90 Erzgebirge) | 15,90     |
| 7     | Yemisi Ogunleye (MTG Mannheim)   | 15,54     |
| 8     | Luise Weber (ASV Erfurt)         | 15,23     |

Datum: 9. Juli
Die amtierende Weltmeisterin Christina Schwanitz fehlte, weil sie kürzlich Mutter von Zwillingen geworden war. So kamen die Athletinnen der zweiten Reihe zum Zug. Sara Gambetta blieb die einzige, die über 17 Meter stieß. Damit blieb sie zwar mehr als zwei Meter unter dem Niveau von Christina Schwanitz, schaffte jedoch dennoch die Norm für die Weltmeisterschaften in London.

### Diskuswurf
| Platz | Athletin, Verein                            | Weite (m) |
| ----- | ------------------------------------------- | --------- |
| 1     | Julia Harting, geb. Fischer (SCC Berlin)    | 63,63     |
| 2     | Anna Rüh (SC Magdeburg)                     | 62,17     |
| 3     | Claudine Vita (SC Neubrandenburg)           | 61,56     |
| 4     | Shanice Craft (MTG Mannheim)                | 61,43     |
| 5     | Kristin Pudenz (SC Potsdam)                 | 58,71     |
| 6     | Marike Steinacker (TSV Bayer 04 Leverkusen) | 56,84     |
| 7     | Julie Hartwig (SCC Berlin)                  | 54,19     |
| 8     | Sabine Rumpf (LSG Goldener Grund Selters)   | 53,11     |

Datum: 9. Juli
Sehr knapp ging es zu bei den Diskuswerferinnen. Obwohl die Jahresbeste Nadine Müller verletzungsbedingt fehlte, gab es vier Werferinnen mit Würfen über 60 Meter. Die ganz großen Weiten allerdings fehlten.

### Hammerwurf
| Platz | Athletin, Verein                                    | Weite (m) |
| ----- | --------------------------------------------------- | --------- |
| 1     | Carolin Paesler (Eintracht Frankfurt)               | 69,51     |
| 2     | Kathrin Klaas (Eintracht Frankfurt)                 | 68,50     |
| 3     | Sophie Gimmler (LC Rehlingen)                       | 65,48     |
| 4     | Susen Küster (TSV Bayer 04 Leverkusen)              | 63,93     |
| 5     | Michelle Döpke (TSV Bayer 04 Leverkusen)            | 61,47     |
| 6     | Sina Mai Holthuijsen (LAV Bayer Uerdingen/Dormagen) | 60,33     |
| 7     | Katharina Mähring (LG Nord Berlin)                  | 59,90     |
| 8     | Anna Arlt (LG Stadtwerke München)                   | 56,14     |

Datum: 8. Juli
Nach dem Rücktritt der langjährigen Leistungsgarantin Betty Heidler ist das Niveau im Frauenhammerwurf wie auch bei den Männern international nicht mehr konkurrenzfähig. Carolin Paesler konnte hier die eigentlich designierte Heidler-Nachfolgerin Kathrin Klaas schlagen und wurde zum ersten Mal in ihrer Karriere Deutsche Meisterin.

### Speerwurf
| Platz | Athletin, Verein                            | Weite (m) |
| ----- | ------------------------------------------- | --------- |
| 1     | Katharina Molitor (TSV Bayer 04 Leverkusen) | 61,16     |
| 2     | Christin Hussong (LAZ Zweibrücken)          | 59,54     |
| 3     | Sarah Leidl (1. FC Passau)                  | 51,35     |
| 4     | Annika Marie Fuchs (SC Potsdam)             | 50,35     |
| 5     | Verena Tobis (TSV Gomaringen)               | 49,86     |
| 6     | Desirée Schwarz (USC Mainz)                 | 49,53     |
| 7     | Charlotte Müller (ASV Erfurt)               | 49,10     |
| 8     | Gwendolyn Fuchs (LT DSHS Köln)              | 48,51     |

Datum: 8. Juli
Weltmeisterin Katharina Molitor kam zu ihrem zweiten DM-Titel nach 2010. Allerdings ließen die Leistungen im Speerwurf der Frauen nach einem längeren Zeitraum großer Erfolge und großer Weiten doch manche Wünsche offen. Christina Obergföll und Linda Stahl waren nicht mehr dabei. Aber Katharina Molitor und auch die letztjährige Meisterin Christin Hussong hatten in den Vorjahren deutlich bessere Leistungen angeboten.

### Siebenkampf
| Platz | Athletin, Verein                          | Punkte |
| ----- | ----------------------------------------- | ------ |
| 1     | Mareike Arndt (TSV Bayer 04 Leverkusen)   | 6000   |
| 2     | Kira Biesenbach (TSV Bayer 04 Leverkusen) | 5153   |
| 3     | Malin Lobitz (Troisdorfer LG)             | 5062   |
| 4     | Laura Voß (LT DSHS Köln)                  | 5054   |
| 5     | Isabel Mayer (SWC Regensburg)             | 4860   |
| 6     | Lisa Jung (LG Göttingen)                  | 4838   |
| 7     | Meike Holtkamp (LG Olympia Dortmund)      | 4820   |
| 8     | Julia Schneider (LG Stadtwerke München)   | 4735   |

Datum: 12./13. August
fand in Kienbaum statt
Die Ergebnisse des Siebenkampfs spiegeln die tatsächlichen Kräfteverhältnisse in dieser Disziplin nicht wider. Zur selben Zeit fanden die Weltmeisterschaften in London statt, bei der die beiden besten deutschen Siebenkämpferinnen am Start waren. Carolin Schäfer wurde dort Zweite mit 6696 Punkten, Claudia Salman-Rath Achte mit 6362 Punkten.

### Siebenkampf, Mannschaftswertung
| Platz | Verein, Besetzung                                                              | Punkte |
| ----- | ------------------------------------------------------------------------------ | ------ |
| 1     | TSV Bayer 04 Leverkusen (Mareike Arndt, Kira Biesenbach, Maria-Lisa Michalsky) | 15.804 |
| 2     | TuS Metzingen (Sophie Hamann, Leonie Frank, Hanna Schrödersecker)              | 14.641 |
| 3     | LT DSHS Köln (Laura Voß, Claudia Mieke, Carlotta Schraub)                      | 14.277 |

Datum: 12./13. August
fand in Kienbaum statt
nur 3 Mannschaften in der Wertung

### Crosslauf–5,84 km
| Platz | Athletin, Verein                                       | Zeit (min) |
| ----- | ------------------------------------------------------ | ---------- |
| 1     | Alina Reh (SSV Ulm 1846)                               | 19:40      |
| 2     | Fabienne Amrhein (MTG Mannheim)                        | 20:04      |
| 3     | Anna Gehring (Sport-Club Itzehoe)                      | 20:13      |
| 4     | Sabrina Mockenhaupt (Lauf Team Haspa Marathon Hamburg) | 20:19      |
| 5     | Caterina Granz (LG Nord Berlin)                        | 20:34      |
| 6     | Jana Sussmann (Lauf Team Haspa Marathon Hamburg)       | 20:38      |
| 7     | Maya Rehberg (SG TSV Kronshagen/Kieler TB)             | 20:39      |
| 8     | Tabea Themann (Lauf Team Haspa Marathon Hamburg)       | 20:43      |

Datum: 11. März
fand in Löningen statt

### Crosslauf–5,84 km, Mannschaftswertung
| Platz | Verein, Besetzung                                                                    | Platzziffer |
| ----- | ------------------------------------------------------------------------------------ | ----------- |
| 1     | Lauf Team Haspa Marathon Hamburg (Sabrina Mockenhaupt, Jana Sussmann, Tabea Themann) | 018         |
| 2     | LG Telis Finanz Regensburg (Maren Kock, Corinna Harrer, Cornelia Griesche)           | 038         |
| 3     | LG Nord Berlin (Caterina Granz, Deborah Schöneborn, Rabea Schöneborn)                | 038         |
| 4     | LAC Quelle Fürth (Gesa Bohn, Domenika Mayer, Anna Schmidt)                           | 061         |
| 5     | VfB LC Friedrichshafen (Nada Ina Pauer, Anne Reichmann, Katrin Reichmann)            | 069         |
| 6     | LG Region Karlsruhe (Melina Tränkle, Sarah Hettich, Tanja Grießbaum)                 | 088         |
| 7     | Post-Sportverein Trier (Charlotte Schlund, Nora Schmitz, Jana Dahlem)                | 127         |
| 8     | SG TSV Kronshagen/Kieler TB (Maya Rehberg, Lisa Feuerherdt, Verena Becker)           | 140         |

Datum: 11. März
fand in Löningen statt

### Berglauf
| Platz | Athletin, Verein                      | Zeit (h) |
| ----- | ------------------------------------- | -------- |
| 1     | Sarah Kistner (MTV Kronberg)          | 1:06:17  |
| 2     | Gesa Bohn (LAC Quelle Fürth)          | 1:10:44  |
| 3     | Julia Belger (OSC Löbau)              | 1:11:27  |
| 4     | Lisa Wirth (LAC Quelle Fürth)         | 1:11:35  |
| 5     | Melanie Noll (TuS Heltersberg)        | 1:11:41  |
| 6     | Tina Fischl (WSV Otterskirchen)       | 1:11:44  |
| 7     | Katrin Köngeter (LT Unterkirnach)     | 1:13:17  |
| 8     | Kerstin Bertsch (SSC Hanau-Rodenbach) | 1:13:29  |

Datum: 10. Juni
fand in Bayerisch Eisenstein statt
Streckenlänge: 13,8 km, Höhendifferenz: 887 m

### Berglauf, Mannschaftswertung
| Platz | Verein, Besetzung                                                            | Zeit (h) |
| ----- | ---------------------------------------------------------------------------- | -------- |
| 1     | LAC Quelle Fürth (Gesa Bohn, Lisa Wirth, Hannah Kadner)                      | 3:39:34  |
| 2     | Ski-Club Gaißach (Regina Danner, Heidi Danner, Gerdi Schmiederer)            | 4:01:47  |
| 3     | ASC Darmstadt (Simone Raatz, Alexandra Rechel, Carin Irina Schmidt)          | 4:03:06  |
| 4     | WSV Otterskirchen (Tina Fischl, Barbara Poxleitner, Nicole Kufner)           | 4:03:54  |
| 5     | LG Brandenkopf (Anja Carlsohn, Ann-Cathrin Uhl, Franziska Schmieder)         | 4:08:22  |
| 6     | LG Welfen (Marie-Luise Heilig-Duventäster, Uschi Bergler, Brigitte Hoffmann) | 4:18:16  |
| 7     | SSC Hanau-Rodenbach (Kerstin Bertsch, Frauke Tschiltschke, Annette Straub)   | 4:35:20  |
| 8     | PTSV Rosenheim (Paula Mangold-Wolf, Josefine Hobmaier, Kerstin Klier)        | 4:35:33  |

Datum: 10. Juni
fand in Bayerisch Eisenstein statt
Streckenlänge: 13,8 km, Höhendifferenz: 887 m

## Videolinks
- Rückblick auf die Leichtathletik-DM in Löningen am 11. März mit zahlreichen Videoclips auf leichtathletik.de, abgerufen am 13. März 2017
- 20km Gehen, Deutsche Meisterschaften 2017 in Naumburg, larasch Einblicke auf youtube.com, abgerufen am 19. April 2021
- DM Erfurt 2017 - 100m Männer auf youtube.com, abgerufen am 19. April 2021
- DM Erfurt 2017 - 200m Männer auf youtube.com, abgerufen am 19. April 2021
- DM Erfurt 2017 - 800m Männer auf youtube.com, abgerufen am 19. April 2021
- DM Erfurt 2017 - 200m Frauen auf youtube.com, abgerufen am 19. April 2021
- DM Erfurt 2017 - 1500m Frauen (Konstanze Klosterhalfen 3:59.58) auf youtube.com, abgerufen am 19. April 2021
- DM Erfurt 2017 - 5000m Frauen auf youtube.com, abgerufen am 19. April 2021
- Dreisprung frauen DM 2017 Erfurt auf youtube.com, abgerufen am 19. April 2021